# El vuelo de los avestruces
El vuelo de los avestruces es la primera novela del escritor venezolano Boris Izaguirre y publicada en 1991, protagonizada por un enano homosexual en la Caracas de finales de los ochenta y principios de los noventa.

## Historia
La novela fue reeditada en 2006 bajo la editorial Alpha Decay.